# Joel Jakob Julius von Hirsch auf Gereuth
Joel Jakob Julius von Hirsch auf Gereuth, kurz auch Julius von Hirsch und Joel Jacob von Hirsch, (* 5. September 1789 in Königshofen; † 6. September 1876 in Würzburg) war ein deutscher jüdischer Bankier und Kaufmann.

## Leben
Julius Jakob Joel Hirsch war der älteste Sohn des Bankiers Jakob von Hirsch. Er war Hoffaktor der Fürsten von Waldeck, von Oettingen-Wallerstein und von Löwenstein-Wertheim. 1811 gründete er in Würzburg ein Bankhaus. Der persönlich streng religiös lebende Hirsch war auch Rübenzuckerfabrikant (ab 1836 auf dem Wöllriederhof bei Rottendorf), Brauereibesitzer, Holzgroßhändler (von 1830 bis 1848). Er ist wohl der bedeutendste Würzburger Unternehmer und Bankier („Hofbankier“) in der Mitte des 19. Jahrhunderts und war Mitbegründer der Bayerischen Hypotheken- und Wechselbank. Julius Jakob Joel beteiligte sich auch führend an der Finanzierung innovativer Unternehmungen wie des Ludwig-Main-Donau-Kanals und der Würzburger Main-Dampfschifffahrts-Gesellschaft, zu deren Vizepräsidenten er gewählt wurde. Auch engagierte er sich im Eisenbahnbau. Nach dem Tod seines Vaters Jakob wurde er Nachfolger in der Linie von Hirsch auf Gereuth.
Da Juden die Aufnahme in die Würzburger Harmonie-Gesellschaft, einen gesellschaftlichen Mittelpunkt des Großbürgertums in den 1830er Jahren, verwehrt war, gründete er 1836 die jüdische Casina-Gesellschaft als Pendant zur Harmonie. In Zusammenarbeit mit Reichsrat Graf Carl von Giech gelang es ihm 1861, in Bayern die Aufhebung der diskriminierenden Matrikel-Vorschriften gegen die Juden zu erreichen. Hirschs geplante Erhebung in den Freiherrnstand unterblieb, nachdem ihn der Regierungspräsident von Würzburg ungerechtfertigterweise beschuldigt hatte, für Heereslieferungen 1866 doppelte Zahlungen genommen zu haben.
Im Alter von 87 Jahren starb er in Würzburg und wurde auf dem jüdischen Friedhof in Heidingsfeld beigesetzt.

## Familie
Hirsch war viermal verheiratet: 1809 mit Friederika Jeidl, später mit Sarah Kaulla († 1829), 1829 mit Karolina Kaulla († 1833) und 1835 mit Sara Wertheimber (1811–1892). Er hatte drei Söhne aus erster, vier Söhne und vier Töchter aus zweiter, einen Sohn aus dritter sowie drei Söhne und drei Töchter aus vierter Ehe.